# Runanga (Nouvelle-Zélande)
La ville Runanga est une petite localité de la région de la West Coast, située dans l’Île du Sud de Nouvelle-Zélande.

## Situation
Elle est située à 8 kilomètres au nord est de la ville de Greymouth et au nord de la rivière Grey.
La ville de Barrytown est à 21 km plus au nord.
La State Highway 6 et la ligne de chemin de fer de l'embranchement de Rapahoe (en) passent à travers la ville,.
Runanga était autrefois une jonction, l’embranchement de la branche de Renawui (en) divergeant de la ligne de Rapahoe jusqu’à sa fermeture en 1985.

## Population
La population de la ville de Runanga et de ses environs, comprenant la ville de 'Rapahoe', située au nord-ouest, était de 1 221 habitants lors du recensement de 2006 en Nouvelle-Zélande, en  diminution de 84 résidents par rapport à celui de 2001.

## Histoire
Les origines de la ville peuvent être retrouvées dans le passé lors de la colonisation Européenne à la fin du XIXe siècle quand un grand nombre de colons arrivèrent pour travailler dans les bassins de charbon.
Le nom de la ville en langue Maori signifie "place de rencontre".
L’activité la mine de Charbon est toujours le principal employeur de la ville.

## Gouvernance
Durant la période, allant de 1853 à 1876, Runanga fut administrée comme faisant partie de la Province de Nelson (en).

## Communauté
Comme la plupart des autres villes du secteur, Runanga avait un grand choix de clubs et de sociétés. Mais une telle organisation, ne subsiste plus au niveau de la ville, et peu de choses rappellent que Runanga était le siège de la ‘ Lodge No 74’ du ‘Royal Antedilluvian Ordre de Buffaloe.
Cette Loge fut ouverte le 13 mai 1939, par le grand maître Provincial: James Insull K.O.M.
Les fondateurs de la loge furent Bro. C Ingram C.P. et Bro. T Durkin C.P.
Les membres de la loge étaient R McMillan, H Fisher, J Musgrove, J O'Connel, W.T. Foster, F Crange, R McTaggart, Owen O'Connell, G.W. Timlin, A.W. Fisher, W Amor, J Stephens, D Butler, S H Werner, J O'Neil et R Scott.
En avril 1943, la Loge teint son premier meeting dans ses propres locaux, car jusque-là, elle se réunissait dans des locaux loués.

## Éducation
L’école de 'Runanga School' est une école mixte assurant tout le primaire, allant de l’année 1 à 8, avec un taux de taux de décile de 3 et un effectif de 103 élèves.

## Personnalités notables
- George Henry Duggan (en) (3 juillet 1912 – 16 décembre 2012)[1] fut un prêtre mariste de Nouvelle-Zélande, philosophe, professeur au séminaire et écrivain: il est réputé pour avoir été connu sous le nom de Chalky Duggan – d’après un boxeur poids plume qui combattit en 1919, alors que Duggan avait 7 ans, sous le nom de "Chalky Duggan" et qui comme Duggan, venait de Runanga.
- James O'Brien (en), Député travailliste pour le Westland 1922-1925 et 1928–1947 et Ministre des Transports et de la Marine durant le Premier Gouvernement Travailliste de Nouvelle-Zélande (en), qui vivait et travaillait à Runanga à partir de 1906 pendant environ 10 ans[6].
- Bob Semple, Ministre des Travaux Publics dans le premier gouvernement travailliste, fut Président de la 'Runanga Miner's Union' en 1907[7].
- Paddy Webb (en), Ministre des Mines dans le Premier Gouvernement Travailliste, travailla dans la mine de Runanga aux environs de 1906[8].
- George Menzies (en), qui en 2008 a reçu le titre du plus grand joueur de rugby à XIII en tant que demi d'ouverture, passa sa carrière de joueur dans le club de Runanga.